# Uvaria concava
Uvaria concava este o specie de plante angiosperme din genul Uvaria, familia Annonaceae, descrisă de Johannes Elias Teijsmann și Simon Binnendijk. Conform Catalogue of Life specia Uvaria concava nu are subspecii cunoscute.